# Absynthe Minded
 (juillet 2011).
Si vous disposez d'ouvrages ou d'articles de référence ou si vous connaissez des sites web de qualité traitant du thème abordé ici, merci de compléter l'article en donnant les références utiles à sa vérifiabilité et en les liant à la section « Notes et références ».
Absynthe Minded est un groupe belge de jazz-rock originaire de Gand.

## Historique
Formé à Gand en 1999, Absynthe Minded est initialement un projet musical de Bert Ostyn (guitare, voix). Il est rapidement rejoint par Renaud Ghilbert (violon, trompette), Jan Duthoy (claviers, guitare) et Sergej Van Bouwel (basse, contrebasse). En 2002, l'arrivée de Jakob Nachtergaele vient compléter la formation que l'on connait aujourd'hui.
Après plusieurs démos, le groupe sort en 2003 l'EP History Makes Science Fiction, puis l' album Acquired Taste en 2004, sous le label Keremos. Le disque a été produit par Geoffrey Burton. 
New Day est sorti en 2005, ce dernier contenant notamment leur titre le plus connu, My heroics, part one. 
There Is Nothing (2007) et Absynthe Minded (2009) (avec le single à succès Envoi) sont tous deux suivis, peu après leurs sorties, de best-of, respectivement nommés Introducing et Fill Me Up. Introducing contient tout de même une chanson ne figurant sur aucun album, Pretty Horny Flow.
En 2004, le titre Pretty Horny Flow est utilisé par Renault pour sa campagne de publicité réalisée à l’occasion de l’Euro 2004.
Fin 2009, My Heroics, Part One est élu meilleur titre de la décennie par Studio Brussel, la radio flamande ayant la plus grosse part de marché chez les 15-45 ans.
Phénomène en concert, le groupe compte près de 300 dates de concert en 3 ans entre la Belgique, les Pays-Bas, l'Allemagne et la France.
En janvier 2010, le groupe obtient quatre Music Industry Awards (MIA's) avec son album Absynthe Minded sorti fin 2009 en Belgique (sortie française : 14 juin) :
- Meilleur disque 2009
- Meilleur band 2009
- Meilleur single 2009 (‘Envoi’)
- Meilleur rock/alternative

L'album Absynthe Minded obtient en février 2010 le récompense du disque de platine en Belgique pour 30 000 copies vendues.
Le groupe sort en décembre 2010 un best-of intitulé Fill Me Up, qui contient quatre chansons de l'album éponyme et dix chansons enregistrées figurant dans les albums précédents.
Juillet 2011, Absynthe Minded commence à travailler sur son nouvel album, qui est enregistré courant novembre aux studios La Frette, à Paris. Après le mixage, la maquette est décorée par l'artiste Belge Thomas Bogaert.
Cet album, intitulé As it ever was, sort le 14 mai 2012 en Belgique, aux Pays-Bas ainsi qu'au Luxembourg, puis le 11 juin en France, en Allemagne, en Angleterre, en Autriche, en Suisse et en Espagne. Le premier single se nomme Space dont le clip a été tourné au Brésil en février 2012. Le groupe part promouvoir cet album sur scène dès le mois d'avril, parcourant sept pays en huit jours.
En février 2015, le groupe rompt avec l'agence de gestion Keremos et le chanteur Bert Ostyn sort l'album solo No South of the South Pole sous le nom d'OSTYN.
Le 6 octobre 2017, le groupe revient avec un nouveau line-up. Outre Bert Ostyn au chant et à la guitare et Sergej Van Bouwel à la basse, les nouveaux membres sont Simon Segers à la batterie, Toon Vlerick à la guitare et Wouter Vlaeminck aux claviers et au chant. Ils ont soigneusement emprunté une nouvelle voie avec le sixième album bien accueilli, Jungle Eyes. Le rock manouche de caractère a laissé la place au folk moderne avec une touche d'électronique ici et là. En 2019, Isolde Lasoen remplace Simon Segers à la batterie et Laurens Dierickx remplace Wouter Vlaminck au clavier.
En 2020, le groupe sort l'album Riddle of the Sphinx : douze chansons indie pop fraîches enveloppées dans une production raffinée, avec en prime la voix caractéristique et chaleureuse de Bert Ostyn.
En février 2021, Bert Ostyn a figuré dans l'émission VTM Liefde voor muziek (« Amour pour la musique »).
Le groupe sort ensuite l'album compilation Saved along the way pour commémorer leur vingtième anniversaire. L'album, qui contient de la musique du groupe et des reprises jouées pendant Liefde voor muziek, sort le 9 avril 2021.

Le huitième album du groupe, Sunday Painter, sort en 2023. Le tableau raconte l'histoire d'un peintre du dimanche, quelqu'un de modeste qui ne se considère pas comme un grand artiste, mais qui travaille avec passion. Bien que le titre de l'album suggère une histoire cohérente, chaque chanson représente un tableau distinct avec son propre message. Dix chansons avec la variation bien connue entre le jazz, l'indie, le rock et un son électronique. Un nouveau membre marquant du groupe est Laurens Smagghe au piano.

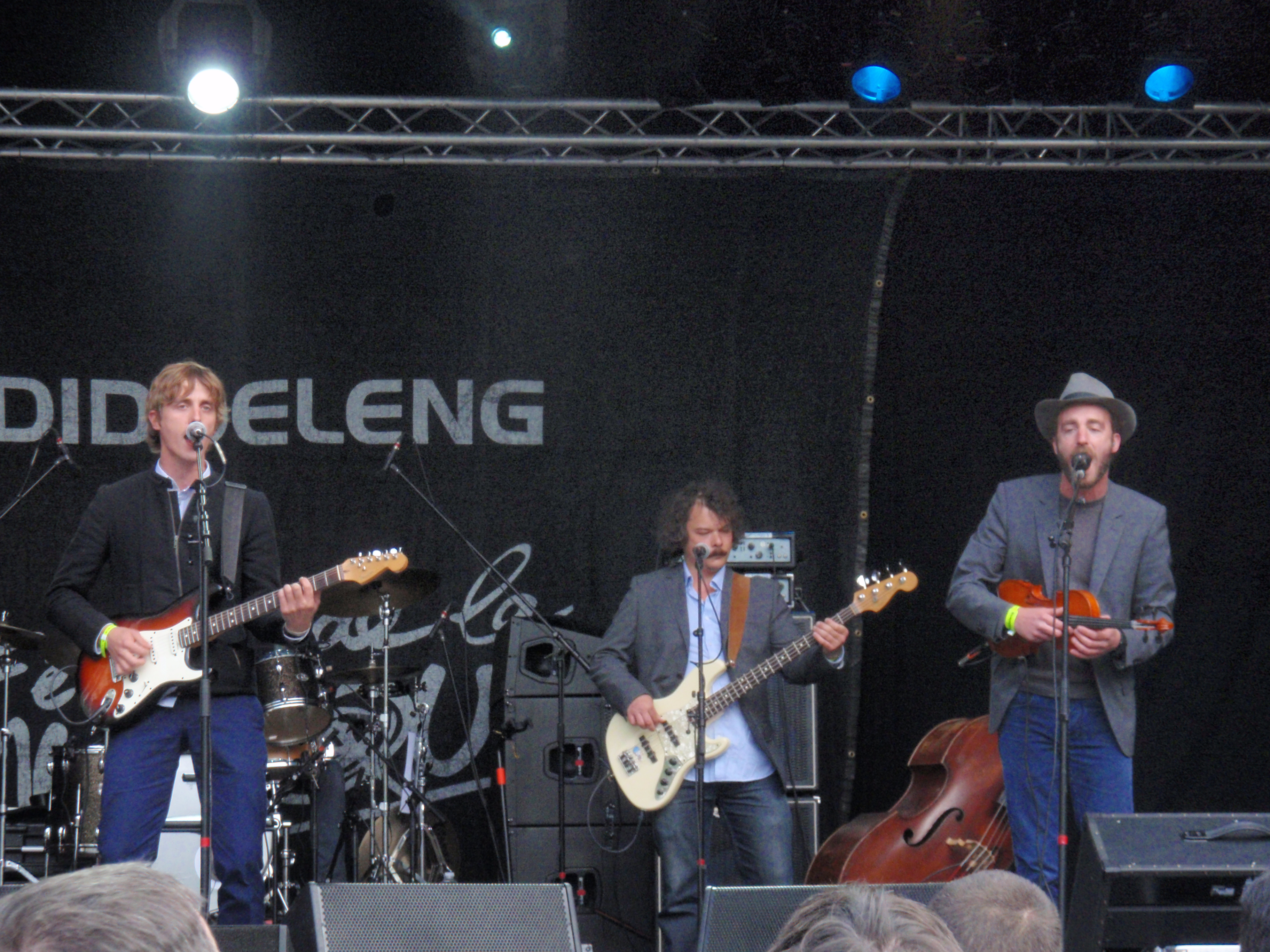
Bert Ostyn, Sergej Van Bouwel et Renaud Ghilbert le 19 juin 2010 à Dudelange

## Membres

### Membres actuels
- Bert Ostyn : chant, guitares (depuis 1999)
- Sergej Van Bouwel : basse, contrebasse, chœurs (depuis 1999)
- Toon Vlerick : guitare, violoncelle (depuis 2016)
- Isolde Lasoen : batterie (depuis 2019)
- Laurens Dierickx : claviers (depuis 2019)
- Laurens Smagghe : piano (depuis 2023)

### Anciens membres
- Renaud Ghilbert : violon, alto, trompette, chœurs (1999-2013)
- Jakob Nachtergaele : batterie (1999-2013)
- Jan Duthoy : orgue hammond, piano, synthétiseurs, guitare, chœurs (1999-2013)

- Simon Segers (2016-2019) : batterie
- Wouter Vlaeminck (2016-2019) : claviers, chant

## Discographie

### Démos
- More than this (1999)